# Медвежьегорское городское поселение
Медвежьего́рское городско́е поселе́ние (фин. Karhumäen kaupunkikunta) — муниципальное образование в составе Медвежьегорского района Республики Карелии Российской Федерации. Административный центр — город Медвежьегорск.

## География
Медвежьегорское городское поселение расположено в центральной части Республики Карелия. Граничит на северо-западе — с Чёбинскоим сельским поселением, на севере — с Пиндушским городским поселением, на юго-востоке — с Шуньгским сельским поселением, а на юго-западе — с Кяппесельгским сельским поселением Кондопожского района. С востока омывается Повенецким заливом Онежского озера.

## Население
| 2009    | 2010    | 2012    | 2013    | 2014    | 2015    | 2016    |
| ------- | ------- | ------- | ------- | ------- | ------- | ------- |
| 15 446  | ↗15 786 | ↘15 400 | ↘15 190 | ↘15 055 | ↘14 871 | ↘14 736 |
| 2017    | 2018    | 2019    | 2020    | 2021    | 2023    |         |
| ↘14 657 | ↘14 551 | ↘14 458 | ↘14 298 | ↘12 189 | ↘11 964 |         |

## Населённые пункты
В состав городского поселения входит 4 населённых пункта (включая 1 населённый пункт в составе города):
| № | Населённый пункт | Тип населённого пункта | Население |
| - | ---------------- | ---------------------- | --------- |
| 1 | Вичка            | посёлок                | ↘184      |
| 2 | Медвежьегорск    | город                  | ↘11 737   |
| 3 | Пергуба          | станция                | ↘48       |
| 4 | Питомник         | посёлок                |           |